# Arturo Rosenblueth
Arturo Rosenblueth (1900-1970) est un chercheur mexicain, physiologiste et médecin.

## Biographie
Étudiant à la Faculté de Médecine de Mexico (1918–1921), à l'université Humboldt de Berlin (1923) et enfin à la Faculté de Médecine de Paris (1924-1927), il se voit offrir le poste de Chef du département d'épidémiologie de l'Institut d'Hygiène de Mexico, (1927–28) et reprend la chaire de Biologie et de Physiologie à la Faculté de Médecine de Mexico. Il obtient en 1930 une bourse Guggenheim, entre au département de physiologie de l'université Harvard, alors dirigé par Walter Cannon, avec qui il travaillera en 1934 sur les échanges chimiques du système nerveux.
De 1931 à 1945, il travaille avec de nombreux spécialistes comme del Pozo, H.G. Schwartz, et Norbert Wiener, et écrira avec Wiener et Julian Bigelow Behavior, Purpose and Teleology, qui jettera les bases de la cybernétique.

## Publications
- 1937, Fisiología del sistema nervioso autónomo ("Physiologie du système nerveux autonome") avec Walter Cannon.
- 1943, Behavior, Purpose and Teleology avec Norbert Wiener et Julian Bigelow.
- 1970, Mente y Cerebro: una filosofia de la ciencia (esprit et corps ; une philosophie de science)